# Colón (prowincja)
Colón - prowincja w środkowej części Panamy. Stolica: Colón. Ludność: 289 754 (2018, szacowana), powierzchnia: 4 868,4 km². Położona jest nad Oceanem Atlantyckim. Od zachodu graniczy z prowincją Veraguas od południa z prowincją Coclé, prowincją Panama Zachodnia i prowincją Panama, a od wschodu z regionem autonomicznym Kuna Yala. Przez prowincję przebiega Kanał Panamski. Gospodarka opiera się na usługach. Duża część usług zlokalizowana jest w strefie wolnocłowej (Zona Libre de Colón) w stolicy prowincji. Wskaźnik rozwoju społecznego HDI: 0,737 (wysoki).